# Сааданаио
Сааданаио (груз. საადანაიო) — село в Грузии, на территории Сенакского муниципалитета края (мхаре) Самегрело-Верхняя Сванетия.

## География
Село находится в западной части Грузии, к западу от реки Циви (правый приток Риони), на расстоянии приблизительно 5 километров (по прямой) к северу от города Сенаки, административного центра муниципалитета. Абсолютная высота — 108 метров над уровнем моря.

## Население
По результатам официальной переписи населения 2014 года в Сааданаио проживало 14 человек (7 мужчин и 7 женщин). В национальной структуре населения грузины составляли 99,4 %.
| Год  | Население, человек |
| ---- | ------------------ |
| 2002 | 25                 |
| 2014 | ↘ 14               |